# Big City Sounds
Big City Sounds ist ein Jazz-Album des Art-Farmer/Benny-Golson-Jazztet, aufgenommen am 16., 19. und 20. September 1960 und veröffentlicht auf Argo Records. Es war das zweite Album dieser Formation, die – mit zahlreichen Umbesetzungen – noch bis 1962 bestand. Die Aufnahmen erschienen 2004 in der Edition The Complete Argo/Mercury Art Farmer/Benny Golson/Jazztet Sessions bei Mosaic Records.

## Das Art Farmer/Benny Golson Jazztet
Das Art Farmer/Benny Golson Jazztet hatte sein Debüt im November 1959 im New Yorker 1959; im Februar 1959 entstand das erste Album für das kleine Plattenlabel Argo Records, Meet the Jazztet. vor allem mit dem Golson-Titel „Killer Joe“ hatte das Sextett einen Hit-Erfolg. Als dann im September ihr zweites Album für Argo entstand, wurde das Jazztet vom Kritiker-Poll des Magazins Down Beat zur besten Formation in der Kategorie best new small band gewählt. Nach den Aufnahmen für Meet the Jazztet kam es zu den ersten Umbesetzungen; für den Jazztet-Mitbegründer und Namensgeber Curtis Fuller kam Posaunist Tom McIntosh, für Pianist McCoy Tyner kurz Duke Pearson, dann Cedar Walton,
für Bassist Addison Farmer der relativ unbekannt gebliebene Tommy Williams und für Lex Humphries der Schlagzeuger Albert „Tootie“ Heath.

## Das Album

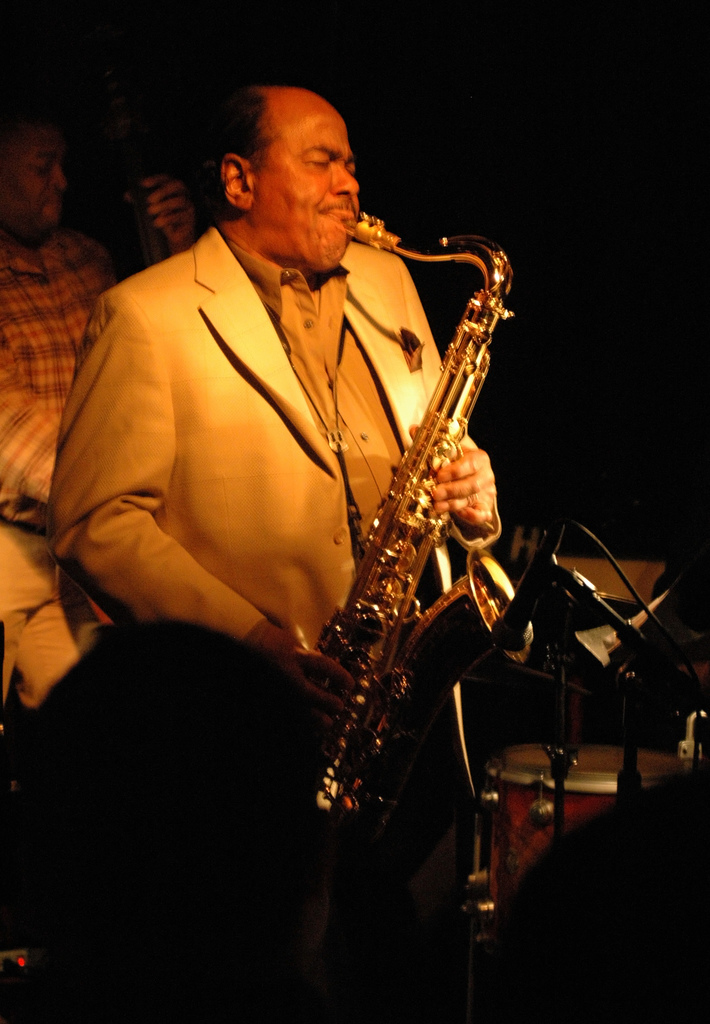
Benny Golson; 2006

Das Album beginnt mit Golsons Komposition im Medium-Tempo „The Cool One“, die harmonisch sein späteres „Along Came Betty“ (1962) vorwegnimmt und an den Hit-Erfolg von „Killer Joe“ anknüpfen sollte. Seinen „Blues on Down“ hatte Golson bereits auf seinem Album The Modern Touch Ende 1957 mit Kenny Dorham, J. J. Johnson und Max Roach aufgenommen. Walton spielt ein Solo in Blockakkorden, dem die Riffs der Bläser antworten. Randy Westons „Hi-Fly“ war zu dieser Zeit in Versionen der Jazz Messengers und Cannonball Adderley ein populärer Hardbop-Titel. Hier ist es in einer schnell gespielten Interpretation vor allem ein Feature für die Rhythm section Walton/Williams/Heath; insbesondere Williams ist hier mit einem Solo zu hören, das sich zwischen Mingus und Sam Jones bewegt. Der letzte Chorus enthält 16 Takte mit neu geschriebenen Material von Benny Golson. Der Standard „My Funny Valentine“ von Rodgers/Hart, zu dieser Zeit populär durch die Versionen von Miles Davis und Chet Baker stellt hier Art Farmer in den Vordergrund, der den Titel vorher schon mit Gerry Mulligan für das Album What Is There to Say?aufgenommen hatte; Golson schrieb, um Unterschiede einzubauen eine eigene Einleitung, Bridge und eine neue Coda. Den relativ unbekannten Standard „Wonder Why“ von Sammy Cahn hatte Golson in Dizzy Gillespies Bigband gespielt; Golson setzt in seinem solistischen Spiel Gegenpunkte (Counterparts) zu Farmers Vorstellung des Themas. Golson spielt dann in weicher Klangstimmung sein Solo. Aus der Gillespie-Zeit stammte auch das folgende „Con Alma“, dem sein originaler Latin-Charakter mit einem neuen Arrangement genommen wird; Heath und Williams leiten das Stück ein; Farmer/Golson stellen unisono das Thema vor; Farmer auf der gestopften Trompete. Wie schon auf dem vorigen Album (mit It's All Right With Me) wird wieder die Assoziation zu J. J. Johnson gesucht; dessen Ballade „Lament“ stellt hier Tom McIntosh in den Vordergrund. Mit Golsons schnellen „Bean Bag“ wird Albert Heath herausgestellt. Der letzte Titel des Albums „Five Spot After Dark“ erinnert an Golsons und Fullers Auftritte in dem legendären Nachtclub; hier beginnt er mit einem Solo des Bassisten, gefolgt von dem unisono vorgetragenen Thema. Farmer treibt mit seinem harmon mute-Spiel das Tempo an, Golson folgt mit seinem Solo und die Leader agieren dann im Wechselspiel.

## Die Stücke des Albums

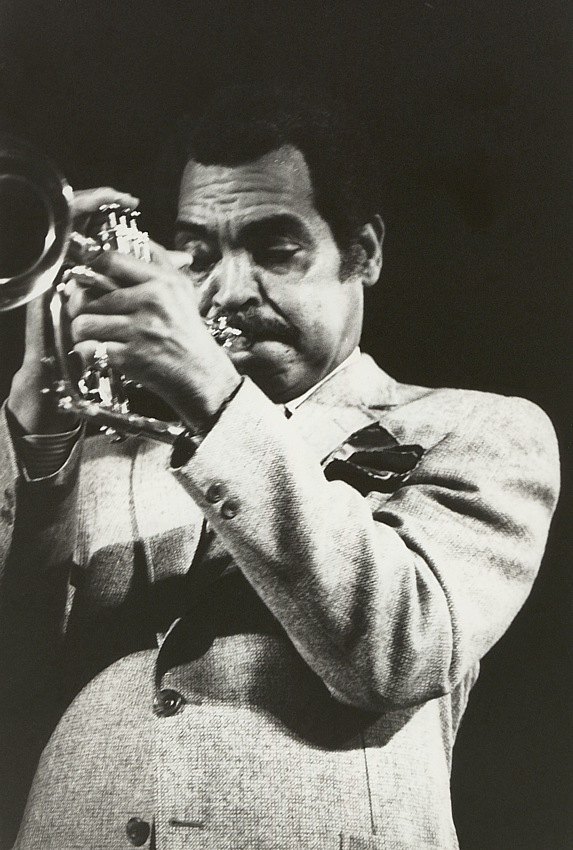
Art Farmer

- The Art Farmer/Benny Golson Jazztet – Big City Sounds (Argo LP 672)

1. „The Cool One“ (Golson) 3:02
2. „Blues on Down“ (Golson) 6:00
3. „Hi-Fly“ (Randy Weston) 5:50
4. „My Funny Valentine“ (Richard Rodgers/Lorenz Hart) 4:38
5. „Wonder Why“ (N. Brodzsky – Sammy Cahn) 5:53
6. „Con Alma“ (Dizzy Gillespie) 4:49
7. „Lament“ (J. J. Johnson) 3:31
8. „Bean Bag“ (Golson) 4:52
9. „Five Spot After Dark“ (Golson) 3:18

## Bewertung des Albums
Richard Cook und Brian Morton bewerteten die Aufnahmen zum zweiten Album des Jazztet im Penguin Guide to Jazz als exzellente small group-Session, die auf der gleichen Stufe wie die in der gleichen Ära entstandenen Jazz Messengers-Aufnahmen steht.
Der Musikjournalist Bob Blumenthal zitiert in den liner notes zur Neuausgabe der Jazztet-Sessions den Down-Beat-Kritiker Gene Lees, der 1960 in einer Cover Story vom „ausbalancierten Amalgam von formal ausgeschriebenen Strukturen und freiem Spiel – dem lang gesuchten Gral des Jazz“ sprach. Der All Music Guide bewertete das zweite Album des Jazztet lediglich mit drei Sternen.